# Соцгородок (Иркутская область)
Соцгородок (ранее Суровский ЛЗУ) — поселок сельского типа в Нижнеилимском районе Иркутской области, центр Соцгородского  муниципального образования.

## География
Расположен на юго-западе района, в 43 км от райцентра Железногорск-Илимский, на левом берегу реки Чёрная (левый приток Илима), высота над уровнем моря 504 м. Находится на западном БАМе (относящийся к Восточно-Сибирской железной дороге) — в посёлке — пассажирская железнодорожная платформа 489 км, также в посёлке действует средняя школа. В Соцгородке 13 улиц:
- ул. 50 лет Октября
- ул. Буденного
- ул. Гагарина
- ул. Железнодорожная
- ул. Зелёная
- ул. Клары Цеткин
- ул. Ленина
- ул. Мира
- ул. Новая
- ул. Таёжная
- ул. Целинная
- ул. Школьная
- ул. Юбилейная

## Население
| 2002 | 2010 | 2011 | 2012 |
| ---- | ---- | ---- | ---- |
| 801  | ↘644 | ↘637 | ↘601 |